# Láser de estado sólido bombeado por diodos
Un láser de estado sólido bombeado (DPSSL) es un láser de estado sólido fabricado mediante el bombeo de un medio de ganancia sólido, por ejemplo, un rubí o un cristal YAG dopado con neodimio, con un diodo láser.
Los DPSSL tienen ventajas en compacidad y eficiencia respecto a otros tipos, y los DPSSL de alta potencia han sustituido los láseres iónicos y los láseres bombeados con linterna en muchas aplicaciones científicas y ahora aparecen habitualmente en punteras láser de color verde y otros.

## Acoplamiento
La longitud de onda de los diodos láser se ajusta por medio de la temperatura para producir un compromiso óptimo entre el coeficiente de absorción del cristal y la eficiencia energética (la menor energía posible de fotones de la bomba). Como la energía residual está limitada por la lente térmica, esto significa densidades de potencia más altas en comparación con las lámparas de descarga de alta intensidad.
Los láseres de alta potencia usan un solo cristal, pero muchos diodos láser están dispuestos en tiras (múltiples diodos uno al lado del otro en un sustrato) o en pilas (pilas de sustratos). Esta cuadrícula de diodos se puede visualizar en el cristal mediante una lente . Se obtiene un brillo más elevada (que conduce a un perfil de haz mejor y una vida más larga de los diodos) eliminando ópticamente las zonas oscuras entre los diodos, que son necesarias para enfriar y suministrar la corriente. Esto se hace en dos pasos:
1. El "eje rápido" se colima con una reja alineada de micro-lentes cilíndricas.
2. Los haces parcialmente colimados permiten obtener imágenes a tamaño reducido en la plataforma. El cristal se puede bombear longitudinalmente desde las dos caras finales o transversalmente desde tres o más lados.

Los haces de varios diodos también se pueden combinar acoplando cada diodo a una fibra óptica, que se coloca precisamente sobre el diodo (pero detrás de la micro-lente). En el otro extremo del haz de fibras, las fibras se funden juntas para formar un perfil redondo uniforme y sin espacios. Esto también permite el uso de una fuente de alimentación remota.

### Algunas cifras
Los diodos láser de alta potencia se fabrican como barras con múltiples diodos láser de tira única uno al lado del otro.
Cada diodo de tira individual suele tener un volumen activo de:
| 1 micras   | 2 mm        | 100 micras |
| altura     | profundidad | anchura    |
| eje rápido | eje óptico  | eje lento  |

y en función de la técnica de enfriamiento de toda la barra (100 a 200) micras de distancia al siguiente diodo láser.
La cara final del diodo a lo largo del eje rápido se puede representar a la tira de 1 micras de altura. Pero la cara final a lo largo del eje lento se puede imaginar en un área inferior a 100 micras. Esto se debe a la pequeña divergencia (de ahí el nombre: eje lento ') que viene dada por la proporción de profundidad a anchura. Utilizando los números anteriores se podría imaginar el eje rápido sobre un 5 Mancha de ancho de micras.
Así, para obtener un haz que sea igual de divergente en ambos ejes, las caras finales de una barra compuesta por 5 diodos láser se pueden imaginar mediante 4 lentes cilíndricas (acilíndriques) sobre un plano de imagen con 5 mesas cada una con un tamaño de 5 mm x 1 mm Esta medida grande es necesaria para haces de baja divergencia. La baja divergencia permite la óptica paraxial, que es más barata, y que se utiliza para generar no sólo un punto, sino una cintura de haz largo dentro del cristal láser (longitud = 50 mm), que se ha de bombear a través de sus caras finales.
También en el caso paraxial es mucho más fácil utilizar espejos de oro o cobre o prismas de vidrio para apilar las manchas una sobre la otra y obtener un 5 x 5 perfil de viga de mm. Un segundo par de lentes (esféricas) representan este perfil de haz cuadrado dentro del cristal láser.
En conclusión, un volumen de 0,001 El volumen activo de mm³ al diodo láser puede saturar 1250 mm³ en un cristal Nd: Yvo 4.

## Procesos DPSSL comunes

Los iones de neodimio en varios tipos de cristales iónicos, y también en gafas, actúan como un medio de ganancia láser, que emite normalmente 1.064 nm de luz de una transición atómica determinada al ión de neodimio, al ser "bombeados" a la excitación de una fuente externa. También es posible seleccionar una luz de transición de 946 nm

El DPSSL más utilizado es el 532 puntero láser verde de longitud de onda nm. Un potente 808 (> 200 mW) El diodo láser GaAlAs de infrarrojos de longitud de onda bomba un granate de aluminio con itrius dopado con neodimio (Nd: YAG) o un cristal ortovanadat de itrio dopado con neodimio (Nd: Yvo 4) que produce 1.064 luz de longitud de onda nm procedente de la transición espectral principal del ión neodimio. Esta luz se duplica en frecuencia mediante un proceso óptico no lineal en un cristal KTP, produciendo 532 luz nm. Los DPSSL verdes suelen ser alrededor del 20% de eficiencia, aunque algunos láseres pueden llegar hasta el 35% de eficiencia. En otras palabras, se espera que un DPSSL verde que utilice un diodo de bomba de 2,5 W produzca unos 500-900 mW de 532 luz nm.
En condiciones óptimas, Nd: Yvo 4 tiene una eficiencia de conversión del 60%, mientras que KTP tiene una eficiencia de conversión del 80%. En otras palabras, un DPSSL verde teóricamente puede tener una eficiencia global del 48%.
En el ámbito de las potencias de salida muy altas, el cristal KTP se vuelve susceptible a daños ópticos. Por lo tanto, las DPSSL de alta potencia generalmente tienen un diámetro de haz mayor, ya que el láser de 1064 nm se expande antes de que alcance el cristal KTP, lo que reduce la irradiancia de la luz infrarroja. Para mantener un diámetro de haz más bajo, se usa en su lugar un cristal con un umbral de daño más alto, como LBO. 
Los DPSSL azules utilizan un proceso casi idéntico, excepto el 808 La luz nm está convirtiendo por un cristal Nd: YAG a 946 luz nm (seleccionando esta línea espectral no principal de neodimio en los mismos cristales dopados con Nd), que se duplica en frecuencia hasta 473 nm por un cristal de borato de bario beta (BBO) o triborat de litio (LBO). Debido al ganancia más bajo para los materiales, los láseres azules son relativamente débiles y sólo son alrededor de un 3-5% de eficiencia. A finales de la década de 2000, se descubrió que los cristales de triborat de bismuto (Bibo) eran más eficientes que los BBO y los LBO y no tienen el inconveniente de ser higroscópicos, que degrada el cristal si está expuesto a la humedad.
Los DPSSL amarillos utilizan un proceso aún más complicado: un 808 El diodo de bomba nm se utiliza para generar 1.064 nm y 1.342 luz nm, que se suman en paralelo para convertirse en 593,5 nm. Debido a su complejidad, la mayoría de DPSSL de color amarillo sólo son alrededor del 1% de eficiencia y suelen ser más caros por unidad de potencia.
Otro método es generar 1.064 y 1.319 luz nm, que se suman a 589 nm. Este proceso es más eficiente, con aproximadamente el 3% de la potencia del diodo de la bomba convertida en luz amarilla.

## Comparación con láseres de diodos
Los láseres DPSSL y los diodos son dos de los tipos más habituales de láser de estado sólido. Sin embargo, ambos tipos tienen sus ventajas y desventajas.
Los DPSSL suelen tener una calidad de haz superior y pueden alcanzar potencias muy elevadas manteniendo una calidad de haz relativamente buena. Como el cristal abombado por el diodo actúa como su propio láser, la calidad del haz de salida es independiente de la del haz de entrada. En comparación, los láseres de diodo sólo pueden llegar a varios centenares de miliwatts salvo que funcionen en modo transversal múltiple. Estos láseres multimodo tienen un diámetro de haz mayor y una mayor divergencia, lo que a menudo los hace menos deseables. De hecho, el funcionamiento monomodo es esencial en algunas aplicaciones, tales como las unidades  de disco óptico .
Por otra parte, los láseres de diodo son más económicos y más eficientes energéticamente. Como los cristales DPSSL no son 100% eficientes, se pierde algo de potencia cuando se convierte la frecuencia. Los DPSSL también son más sensibles a la temperatura y sólo pueden funcionar de manera óptima en un intervalo reducido. En caso contrario, el láser sufriría problemas de estabilidad, tales como saltar entre modos y grandes fluctuaciones en la potencia de salida. Los DPSSL también requieren una construcción más compleja.
Los láseres de diodo también se pueden modular con precisión con una frecuencia superior a DPSSL.
Los láseres de estado sólido dopados con neodimio siguen siendo la fuente de elección láser para aplicaciones industriales. El bombeo directo del nivel de láser Nd superior a 885 nm (en lugar de la banda ancha más tradicional de 808 nm) ofrece el potencial de un rendimiento mejorado mediante una reducción del defecto cuántico de lasing, mejorando así la eficiencia del sistema, reduciendo los requisitos de refrigeración y permitiendo una mayor escalada de potencia TEM00. Debido a la característica de absorción de 885 nm estrecho a Nd: YAG, algunos sistemas pueden beneficiarse del uso de fuentes de bomba de diodo bloqueado en longitud de onda, que sirven para reducir y estabilizar el espectro de emisión de la bomba para mantenerlo estrechamente alineado con esta característica de absorción. Hasta ahora, los esquemas de bloqueo láser de diodos de alta potencia, como las rejas Bragg de retroalimentación distribuida internas y las ópticas holográficas de rejas holográficas de volumen alineados externamente, VHG, no se han implementado ampliamente debido al incremento del coste y de la penalización de rendimiento supuesta de la tecnología. Sin embargo, los avances recientes en la fabricación de fuentes de bomba de diodo estabilizado que utilizan el bloqueo de longitud de onda externa ofrecen ahora propiedades espectrales mejoradas con poco o ningún impacto en la potencia y la eficiencia. Las ventajas de este enfoque incluyen mejoras en la eficiencia del láser, la anchura de línea espectral y la eficiencia del bombeo.

## Tipos de láser
- Láser de estado sólido
- Láser ultra intenso
- Láser de electrones libres
- Láser de cristal líquido
- Láser excimer
- Láser de dióxido de carbono
- Láser de rubí
- Láser de nitrógeno
- Láser azul